# Tocat
Tocat (títol original en anglès: Touch) és una pel·lícula estatunidenca basada en una novel·la d'Elmore Leonard, adaptada, produïda i dirigida per Paul Schrader, estrenada als Estats Units el 1997. Aquesta pel·lícula ha estat doblada al català.
És una comèdia lleugera en la qual actuen Skeet Ulrich, Bridget Fonda, Christopher Walken i Tom Arnold. Dave Grohl participa en la banda sonora de la pel·lícula.
La pel·lícula és una sàtira de la indústria americana de l'evangelisme.

## Argument
Juvenal, un jove que té el do de guarir els malalts pel simple contacte de les seves mans sobre els seus cossos comença a veure aparèixer misterioses cicatrius sobre la seva pell.
Paral·lelament, l'ancià evangelista Bill Hill no pot més de vendre mobilhomes per guanyar-se la vida. Convenç la seva amiga Lynn Faulkner de seduir Juvenal per intentar explotar el seu do comercialment. Però Lynn i Juvenal s'enamoren...

## Repartiment
- Skeet Ulrich: Juvenal
- Bridget Fonda: Lynn
- Christopher Walken: Bill Hill
- Gina Gershon: Debra
- Tom Arnold: August Murray

## Premis
1997: Festival de Sitges: Secció oficial llargmetratges a concurs
1997: Premis Independent Spirit: Nominada a Millor director i Millor guió

## Crítica
- "Vol ser una comèdia, però el resultat desconcerta una mica"[3]
- "Surreal, d'un humor massa privat que mai acaba de desenganxar"[4]